# Szarposztolás

Példa a szarposztolásra

Az inrernetes kultúrában a shitposting vagy trashposting egy online fórum vagy közösségi médiaoldal „agresszívan, ironikusan és trollkodóan rossz minőségű” tartalmak közzétételére való használata. A szarposztok általában szándékosan arra szolgálnak, hogy kisiklassák a vitákat, vagy a legkisebb erőfeszítéssel a legnagyobb reakciót váltsák ki. Néha még az is előfordulhat, hogy egy összehangolt flame war részeként szervezik meg, hogy egy webhelyet használhatatlanná tegyenek a rendszeres látogatók számára.

## Meghatározás és használat
A szarposztolás[forrás?] az online provokáció modern formája. Maga a kifejezés a 2000-es évek közepe táján jelent meg az olyan képfórumokon, mint a 4chan. Sam Greszes a Polygon számára írt cikkében a shitpostingot a dadaizmus „zavaros, kontextus nélküli darabjaihoz hasonlította, amelyeket - éppen abszurd voltuk miatt - művészileg és politikailag is forradalmi alkotásoknak tekintettek”. Greszes azt írja, hogy a shitposting célja, hogy „a közönséget annyira összezavarja a tartalom hiánya, hogy nevessen vagy mosolyogjon”.
Greg Barton professzor, a Deakin Egyetem terrorizmus-szakértője szerint a rasszista shitposting gyakori az interneten, és az emberek így próbálnak kapcsolatot teremteni és figyelmet szerezni. Azt mondta: „A közösségi médiával az a helyzet, hogy közösségi. Visszajelzéseket akarsz, azt akarod, hogy az embereknek tetszenek a dolgaid, legyen szó akár az Instagramról vagy a Facebookról. A shitposting arról szól, hogy felkerüljön a profilod, hogy választ kapj, és minél ironikusabb és viccesebb tudsz lenni, annál többet kapsz.”

## A modern politikában
A shitposting politikai felhasználása a 2016-os amerikai elnökválasztás során került előtérbe. Az év májusában a The Daily Dot azt írta, hogy a shitpost „egy szándékos provokáció, amely minimális erőfeszítéssel maximális hatást ér el”.
2016 szeptemberében a média széles körű figyelmet szentelt a Nimble America nevű Trump-párti csoportnak. A Daily Beast úgy jellemezte a csoportot, hogy „a Hillary Clintont lejárató 'szarposztolás'[forrás?] és internetes mémek terjesztése a céljuk”.
2016 szeptemberében az The Independent azt írta, hogy a shitposting egy apolitikus „eszköz, amelyet sokféleképpen lehet használni”. De az ehhez hasonló bejegyzések már jóval a 2016-os amerikai elnökválasztás előtt megjelentek. Az Engineering & Technology magazin azt írta, hogy „a shitposting, akár balról, akár jobbról jön, veszélyesen közel van ahhoz, hogy Orwell Kétperces gyűlöletének online metasztázisát hozza létre”.
2016 novemberében az Esquire magazin azt írta, hogy „az internetes gúnyolódás legitim politikai technikaként jelenik meg: a shitposting. Lehet, hogy a 2020-as választás már csak szarposztolásból fog állni”.
2018 márciusában a Chicago magazin a New Urbanist Shitposting vagy New Urbanist Memes for Transit-Oriented Teens Facebook-csoportról beszélve úgy definiálta, hogy „olyan posztok, amelyek célja, hogy kínosak és irrelevánsak legyenek, nehezítik és elterelik a közösségi média közösségek figyelmét az adott téma megvitatásáról”.
A Financial Times meghatározása szerint a shitposting a „feltűnően ostoba és kontextus nélküli tartalom közzététele egy online fórumon vagy közösségi hálózaton, amelynek célja a vita eltérítése”. Példaként hozta fel, hogy a brit liberális demokraták korábbi vezetője, Jo Swinson kénytelen volt tagadni, hogy szórakozásból mókusokat ölt volna, miután online trollok kitaláltak róla egy történetet.

## Fordítás
Ez a szócikk részben vagy egészben  a   Shitposting című angol Wikipédia-szócikk ezen változatának fordításán alapul.  Az eredeti cikk szerkesztőit annak laptörténete sorolja fel. Ez a jelzés csupán a megfogalmazás eredetét és a szerzői jogokat jelzi, nem szolgál a cikkben szereplő információk forrásmegjelöléseként.